# Mont Patino
Le mont Patino  est une montagne des Apennins culminant à 1 883 m d'altitude, qui se situe en Ombrie.
Le mont Patino domine la plaine de Norcia et fait partie du parc national des Monts Sibyllins.